# Ben Gedeon
Benjamin Gedeon (* 16. Oktober 1994 in Hudson, Ohio) ist ein US-amerikanischer American-Football-Spieler auf der Position des Linebackers. Zuletzt spielte er für die Minnesota Vikings in der NFL.

## College
Gedeon spielte vier Jahre lang für die Michigan Wolverines an der University of Michigan als Linebacker. In seinen vier Spielzeiten erzielte er insgesamt 164 Tackles und 6,5 Sacks. 2014, während seiner zweiten Saison am College, erzielte Biegel seinen einzigen Touchdown für die Wolverines. Er trug einen geblockten Punt zurück in die Endzone und erzielte damit einen Touchdown.

## NFL
Ben Gedeon wurde bei dem NFL Draft 2017 in der vierten Runde von den Minnesota Vikings gedraftet. Er unterschrieb einen Vertrag über vier Jahre in der Höhe von knapp über 3 Millionen US-Dollar. Wie zu Collegezeiten spielt Gedeon auch in der NFL mit der Trikotnummer 42. Gedeon spielte 2017 in seiner Rookie-Saison in jedem der 16 regulären Saisonspielen, davon in 9 Spielen als Starter. Er konnte für die Vikings 37 Tackles erzielen.
Er wurde als Ergänzungsspieler eingesetzt und spielte bei 30 bis 40 Prozent aller defensiven Snaps der Vikings. Nach zunehmenden Verletzungsproblemen 2019 und 2020 wurde Gedeon am 10. November 2020 infolge eines gescheiterten Medizinchecks entlassen.